# 두칼레궁 (제노바)

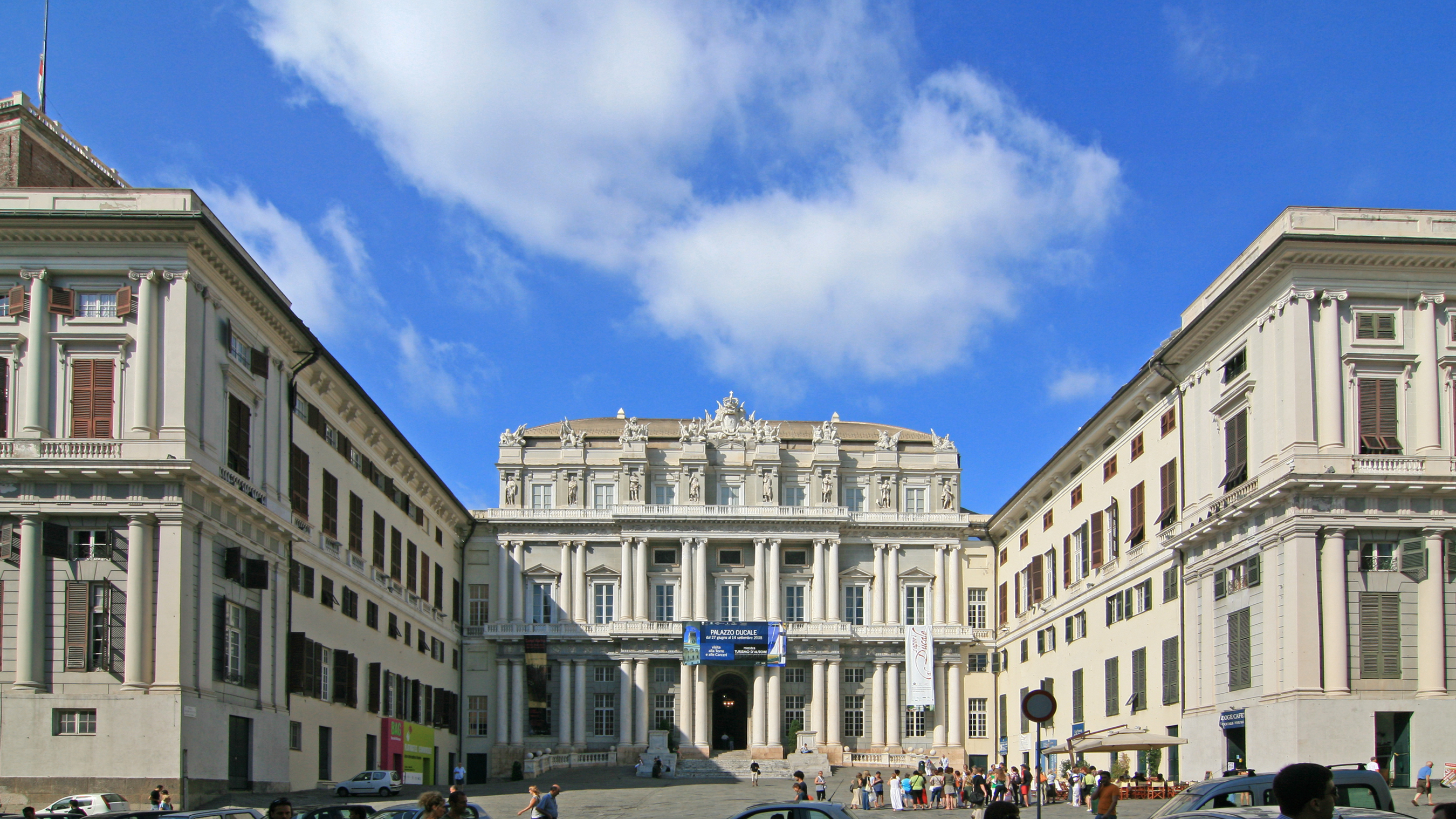
두칼레궁

두칼레궁(이탈리아어: Palazzo Ducale)은 이탈리아 리구리아주 제노바에 있는 성이다.
한때 제노바 공화국 제노바의 도제의 집이었던 이곳은 지금은 박물관이자 문화 행사와 예술 전시 센터로 사용되고 있다. 도시의 중심부에 위치하고 있다.